# Acianthera sulcata
Acianthera sulcata är en orkidéart som först beskrevs av Otto Porsch, och fick sitt nu gällande namn av Fábio de Barros och V.T.Rodrigues. Acianthera sulcata ingår i släktet Acianthera och familjen orkidéer. Inga underarter finns listade i Catalogue of Life.